# Праксеологија
Праксеологија, (од старогрчког πραξις „активност, пракса” + λογια „наука, учење”, буквално – „знање праксе”) је збирни назив за учење о делотворности људске практичне делатности.
Још не постоји јединствено тумачење појма, различити аутори га повезују са различитим аспектима, али се најчешће позивају на један од праваца:
- Аустријска економска школа (чешће се користи термин „праксеологија”) сматра да човек у својој производњи и економској делатности полази од рационалних мотива, што формира концепт граничне корисности.
- Пољска школа праксе акценат ставља на разматрање питања организације рада и управљања предузећем.
- Француски приступ наглашава примењена истраживања у међународним односима.

## Историја појма
Термин „праксеологија“  се често приписује Лују Бурдоу, француском класификатору наука, који је у свом делу Теорије наука: Интегрисани план науке из 1882. написао:
„Због њихове двојне природе специјалности и општости, ове функције морају бити предмет посебне науке. Неки делови су дуго проучавани јер је оваква истраживања, у којима би човек могао да буде главни предмет, увек била од највећег интересовања. Физиологија, хигијена, медицина, психологија, историја животиња, историја човечанства, политичка економија, морал итд., фрагменти су науке коју бисмо желели да створимо, али су фрагменти, разбацани и неусклађени, до сада остали само делови појединачних наука. Треба их спојити у једну целину да би се истакла поредак целине и њено јединство. Сада имате науку, до тада безимену, коју предлажемо да назовемо „праксеологија“ (од πραξις, радња), или, мислећи на утицај околине, „мезологија“ (од μεσος, околина).”
Међутим, овај термин (са малом разликом у правопису  налази се у делу Клеменса Тимермана „Пхилосопхиае Працтицае система метходицум“ из 1608. године, где се овај термин користи за означавање „другог дела етике“, који описује „дејства моралних врлина“.
Али то су били само појединачни спомени. Термин је почео да се шири у употреби почетком 20. века:
- Роберт Флинт 1904. године у прегледу Бурдоове теорије наука[3].
- Енглески психолог Чарлс Мерсије 1911. године.
- Предложено Џону Б. Вотсону као боље име за његов бихејвиоризам.
- Руски марксиста Николај Бухарин током Другог међународног конгреса за историју науке и технологије у Лондону 1931.
- Италијански филозоф Кармело Отавијано користио је тај термин у својим расправама о католичанству почевши од 1935. године, али га је тумачио на свој начин, као теорију политике.
- Кинески бихејвиорални физиолог Зинг-Јанг Куоенг 1935. године.
- Амерички филозоф, биолог, психолог Анатолиј Борисович Рапопорт.

### Аустријска школа праксеологије
Аустријска економска школа у традицији Лудвига фон Мизеса увелико се ослања на праксу у развоју својих економских теорија. Мизес је економију сматрао поддисциплином праксеологије.
Аустријски економисти, пратећи Мизеса, настављају да користе праксу и дедукцију радије него емпиријска истраживања за утврђивање економских принципа. Они верују да се са аксиомом акције као полазном тачком могу извући закључци о људском понашању који су и објективни и универзални. На пример, идеја да људи учествују у актима избора имплицира да они имају преференције, а то би требало да важи за свакога ко се бави намерним понашањем.
Такође се закључује да праксеологија обликује етику.
У САД је Мареј Ротбард (Мизесов ученик) поткрепио праксеолошки приступ.

## Пољска Праксеолошка школа
Развијен је у Пољској под утицајем Тадеуша Котарбинског. Праксеологија Котарбинског била је, у суштини, ревизија учења Ернста Капа „органопројекције“ и филозофије технологије П.К.Енгелмајера са становишта реизма. Тадеуш Котарбињски је јавно изнео своје ставове у предавању одржаном на Првом националном конгресу Филозофског факултета 1923. године у Лавову. Доследно је трансформисао праксу у општу теорију рационалне делатности.
Под организационим руководством Пољске академије наука, створен је посебан „Центар за праксеологију“  са сопственим часописом (од 1962), који се у почетку звао Праксеолошки радови, а касније скраћен на Праксеологиа. Овде се објављују стотине чланака различитих аутора, као и материјали за посебан речник који је уредио професор Тадеуш Прсоловски, водећи праксиолог младе генерације. Идеје Т.Котарбинског биле су широко распрострањене међу руским научницима и представници земаља бившег социјалистичког лагера.
Пољски научник Оскар Ланге (1904-1965) 1959. и касније.

## Француска школа
Савремену дефиницију речи први је дао француски филозоф и социолог Алфред В. Еспинас (1844–1922).
У Француској је Еспинасов приступ оживео у делима Пјера Масеа (1946), еминентног кибернетичара Жоржа Теодула Гибоа (1957), економисте Франсоа Перуа (1957) и социолога Рејмона Арона (1963).